# Usť-chantajská přehrada
Usť-chantajská přehrada (rusky Усть-Хантайское водохранилище) je přehradní nádrž na území Tajmyrského rajónu v Krasnojarském kraji v Rusku. Má rozlohu 1561 km², z připadá 880 km² na jezera (Chantajské a Malé Chantajské). Je 160 km dlouhá a maximálně 9 km široká. Průměrná hloubka je 15 m a maximální 56 m. Má objem 23,5 km³.

## Vodní režim
Nádrž na řece Chantajce za přehradní hrází Usť-chantajské vodní elektrárny byla naplněna v letech 1970–75. V zóně vzdutí se nachází jezera Chantajské a Malé Chantajské. Úroveň hladiny kolísá v rozsahu 13 m. Reguluje dlouhodobé kolísání průtoku.